# سمير بورنان
سمير بورنان هو لاعب كرة قدم ومدرب كرة قدم جزائري في مركز الوسط، ولد في 6 يناير 1978 في باتنة في الجزائر. لعب مع شبيبة تيارت ومولودية العلمة ومولودية قسنطينة.

## وصلات خارجية
- سمير بورنان على موقع قاعدة بيانات كرة القدم.إي يو (الإنجليزية)
- سمير بورنان على موقع Soccerway.com (الإنجليزية)